# Roșia (Bihor)
Roșia is een Roemeense gemeente in het district Bihor.

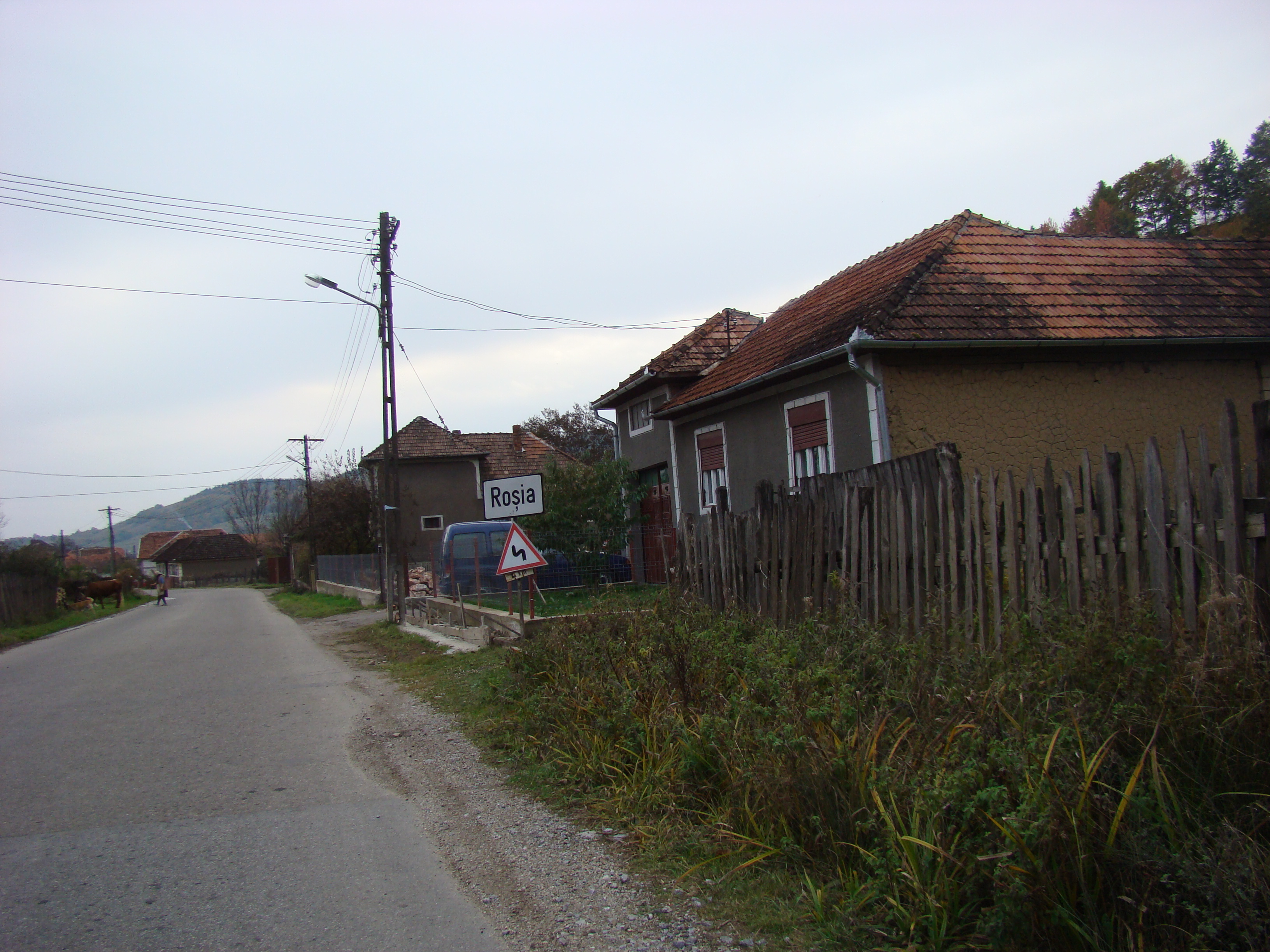
Roșia

Roșia telt 2570 inwoners.